# Exxit
Exxit est un jeu de société combinatoire abstrait, qui oppose deux joueurs : Noir et Rouge.
Il se joue sur un terrain modulaire, constitué d'hexagones posés au cours de la partie par les joueurs.

## Matériel
8 pions noirs, 8 pions rouges et 39 hexagones double face.

## Règle du jeu

### Mise en place
Le jeu démarre à partir d'un noyau composé de 4 hexagones (2 noirs, 2 rouges), sur lequel les premiers pions sont posés.

### Principe général
Sur le terrain les pions s'organise en piles. Le pion au sommet d'une pile détermine son comportement.
Le but est d'agrandir son territoire en posant de nouveaux hexagones à la place de piles de pions exclues du terrain.

### Les différents coups
Poser un pion
À son tour un joueur peut poser un pion sur un hexagone vide du terrain.
Libérer un pion
À son tour un joueur peut libérer une pile de pions extérieure au terrain en contact avec au moins 2 hexagones. Une pile de pion voisine d'une pile libérée est libérée à son tour. Les pions libérés sont restitués à leurs propriétaires et chaque pile est remplacée par un hexagone de la couleur du joueur qui a effectué la libération.
Distribuer
Lorsqu'une pile rouge est à une distance inférieure à sa propre hauteur d'une pile noire de hauteur inférieure et qu'aucune autre pile ne se trouve entre les deux, la pile rouge doit être distribuée vers la pile noire (et vice versa). La distribution s'effectue en lâchant les pions par le bas de la pile, un par hexagone traversé, en direction de la pile adverse. Elle ne s'arrête pas sur la pile adverse, par contre dès que la distribution sort du terrain, tous les pions sont lâchés immédiatement après le dernier hexagone traversé et sont dès lors prisonniers (ou exclus).
La distribution la plus simple est une pile de 1 distribuant sur une pile de 1 immédiatement voisine et créant ainsi une pile de deux.
Exception : la distribution n'a pas lieu si elle doit aboutir sur des prisonniers.

### Priorité des coups
La distribution est prioritaire sur les autres coups. Les distributions créant des exclus sont prioritaires sur les autres.

### Fin de partie et vainqueur
La partie se termine lorsque l'une de ces conditions est atteinte :
- Le stock initial de 39 hexagones est épuisé.
- Les deux joueurs sont obligés de passer.
- Une boucle infinie de distribution se crée, ou est entretenue par l'un des joueurs.

Le vainqueur est le joueur dont le territoire rapporte le plus de points, chaque hexagone de la plus grande composante connexe d'une couleur valant 2 points, chacun des autres 1 point. En cas d'égalité aux points, il n'y a pas de départage : la partie est nulle.

## Récompense
- Concours de créateurs de jeux de Boulogne-Billancourt Primé 2004
- As d'or Jeu de l'année  nommé 2008